# Rockin' at the Hops
Rockin' at the Hops è il quarto album realizzato in studio del cantante Rock and roll statunitense Chuck Berry uscito nel 1960 per l'etichetta Chess Records.

## Tracce
1. Bye Bye Johnny – 2:02
2. Worried Life Blues – 2:07
3. Down The Road A Piece – 2:10
4. Confessin' The Blues – 2:06
5. Too Pooped To Pop – 2:31
6. Mad Lad – 2:06
7. I Got To Find My Baby – 2:12
8. Betty Jean – 2:25
9. Childhood Sweetheart – 2:40
10. Broken Arrow – 2:19
11. Drifting Blues – 2:16
12. Let It Rock – 1:42

## Singoli
- Broken Arrow
- Too Pooped to Pop/Let It Rock
- Bye Bye Johnny
- I Got to Find My Baby